# Arboretum (Vaasa)
L'Arboretum ou Rytilaaksonpuisto est un parc du quartier Hietalahti de Vaasa en Finlande.

## Présentation
L'Arboretum est situé à Rytilaakso, un ancien jardin familial. 
Le parc s'appelle aussi Rytilaaksonpuisto. 
Le parc compte de nombreux arbres à feuilles caduques et différents types de conifères, ainsi qu'un parc de roses variées. 
Le parc a des bancs et un terrain de frisbee.